# Siete mesas de billar francés
Siete mesas de billar francés (Zeven Franse pooltafels) is een Spaanse film uit 2007,  geregisseerd door Gracia Querejeta.

## Verhaal
Ángela (Maribel Verdú) en haar zoon Guille (Víctor Valdivia) komen aan in Madrid om haar vader Leo te bezoeken. Eenmaal aangekomen krijgen ze te horen dat Leo net is overleden. Ze ontmoeten Charo (Blanca Portillo), de minnares van Leo die hen vertelt over het verlieslijdende bedrijf van Leo. Het gaat om een biljarthal met zeven tafels. Al gauw ontdekt Ángela dat haar man een mysterieus leven leidde, wat ook heeft geleid tot zijn verdwijning. Ze besluit haar spaargeld in het bedrijf te steken en het nieuw leven in te blazen.

## Rolverdeling
| Acteur          | Personage |
| --------------- | --------- |
| Maribel Verdú   | Ángela    |
| Blanca Portillo | Charo     |
| Jesús Castejón  | Antonio   |
| Víctor Valdivia | Guille    |
| Enrique Villén  | Tuerto    |
| Raúl Arévalo    | Fele      |
| Ramón Barea     | Jacinto   |
| Amparo Baró     | Emilia    |

## Ontvangst

### Prijzen en nominaties
Een selectie:
| Jaar | Evenement                       | Categorie                          | Genomineerde                                      | Resultaat   |
| ---- | ------------------------------- | ---------------------------------- | ------------------------------------------------- | ----------- |
| 2007 | San Sebastián (55ste editie)    | Gouden Schelp voor beste film      | Siete mesas de billar francés                     | Genomineerd |
| 2007 | San Sebastián (55ste editie)    | Zilveren Schelp voor beste actrice | Blanca Portillo                                   | Gewonnen    |
| 2007 | San Sebastián (55ste editie)    | Juryprijs voor beste scenario      | Gracia Querejeta, David Planell                   | Gewonnen    |
| 2008 | Premios Goya (22ste uitreiking) | Beste film                         | Siete mesas de billar francés                     | Genomineerd |
| 2008 | Premios Goya (22ste uitreiking) | Beste regisseur                    | Gracia Querejeta                                  | Genomineerd |
| 2008 | Premios Goya (22ste uitreiking) | Beste actrice                      | Maribel Verdú                                     | Gewonnen    |
| 2008 | Premios Goya (22ste uitreiking) | Beste actrice                      | Blanca Portillo                                   | Genomineerd |
| 2008 | Premios Goya (22ste uitreiking) | Beste mannelijke bijrol            | Raúl Arévalo                                      | Genomineerd |
| 2008 | Premios Goya (22ste uitreiking) | Beste vrouwelijke bijrol           | Amparo Baró                                       | Gewonnen    |
| 2008 | Premios Goya (22ste uitreiking) | Beste bewerkt scenario             | Gracia Querejeta, David Planell                   | Genomineerd |
| 2008 | Premios Goya (22ste uitreiking) | Beste camerawerk                   | Ángel Iguacell                                    | Genomineerd |
| 2008 | Premios Goya (22ste uitreiking) | Beste montage                      | Nacho Ruiz Capillas                               | Genomineerd |
| 2008 | Premios Goya (22ste uitreiking) | Beste geluid                       | Iván Marín, José Antonio Bermúdez, Leopoldo Aledo | Genomineerd |